# يودوكسيوس الأنطاكي
يودوكسيوس (Ευδόξιος ؛ توفي 370) كان ثامن أسقف للقسطنطينية من 27 يناير 360 إلى 370، وقبل هذا كان أسقفاً ل جرمانيا وأنطاكية. كان يودوكسيوس أحد أكثر الأريوسيين نفوذاً.

## سيرة شخصية
كان يودوكسيوس من أرباسيوس في آسيا الصغرى. جاء يودوكسيوس إلىأوستاثيوس (أسقف أنطاكية بين عامي 324 و331) لتعيينه كاهناً (بالإنجليزية: seeking holy orders)‏. ولكن أوستاثيوس رفض تعيينه لما وجد أن عقيدته غير سليمة. لكن بعد خلع أوستاثيوس أصبح الأريوسيون أو اليوسيبيون متحكمين في كل شيء ورسموا يودوكسيوس كاهناً وجعلوه أسقفًا على جرمانيا على حدود سوريا وقيليقية وكابادوكيا. قضى يودوكسيوس في هذه الأسقفية 17 عامًا على الأقل، وهي فترة المؤامرات الرئيسية ضد أثناسيوس الأول، وفترة حكم أبناء قسطنطين الكبير.